# Bathydrilus superiovasatus
Bathydrilus superiovasatus är en ringmaskart som beskrevs av Erséus 1981. Bathydrilus superiovasatus ingår i släktet Bathydrilus och familjen glattmaskar. Inga underarter finns listade i Catalogue of Life.